# Wade Rathke
Stephen Wade Rathke (né le 5 août 1948) est un organisateur syndical qui a fondé l'Association des organisations communautaires pour la réforme maintenant (ACORN) en 1970 et le syndicat Local 100 du Service Employees International Union (maintenant indépendant du SEIU et renommé United Labour Union-ULU Local 100). Il a été organisateur en chef d'ACORN depuis sa création en 1970 jusqu'au 2 juin 2008, et continue de superviser la fédération ACORN international. Il est l'éditeur et rédacteur en chef de Social Policy , un magazine trimestriel destiné aux universitaires et militants. Il est également directeur de station de radio de KABF  (Little Rock), WAMF (Nouvelle-Orléans) et WDSV (Greenville, Mississippi).

## Jeunesse
Wade Rathke est né à Laramie, Wyoming. Son père est Edmann J. Rathke et sa mère Cornelia Ratliff Rathke. Lui et son petit frère Dale ont grandi dans le Colorado puis à la Nouvelle-Orléans, en Louisiane. Ils ont obtenu leur diplôme à Benjamin Franklin High School.
Wade Rathke a fréquenté le Williams College, un collège privé à Williamstown dans le Massachusetts, de 1966 à 1971. Pendant ses études, Wade s'est engagé au sein de l'organisation Students for a Democratic Society (SDS) puis comme organisateur pour la National Welfare Rights Organization (NWRO). Il avait pour mission d'organiser un syndicat des familles bénéficiaires des aides sociales à Springfield et Boston .

## ACORN USA

### Fondation d'ACORN et expansion
Rathke a eu sa première expérience d'organisateur pour la National Welfare Rights Organization (NWRO) à Springfield, Massachusetts. Mais il avait deux convictions: d'abord la nécessité d'une organisation tout terrain, et pas spécialisée comme le NWRO, ensuite l'important d'organiser dans les villes du Sud encore plus marquées par les fortes inégalités sociales et raciales. Il part donc pour Little Rock, Arkansas, pour fonder une nouvelle organisation conçue comme syndicat tout terrain des familles pauvres et ouvrières. En tant que fondateur et organisateur en chef d'ACORN, Rathke a d'abord embauché Gary Delgado. Ils ont développé ensemble le "modèle ACORN", une méthode reproductible de construction de syndicats de quartier au sein de communautés à faible revenu. Le lancement de l'organisation s'est appuyé essentiellement sur des jeunes employés issus de la classe moyenne travaillant avec de très bas salaires».
Cette organisation s'est d'abord appelée Arkansas Community Organizations for Reform Now (ACORN) avant de s'étendre aux North Dakota et en Louisiane et de prendre le nom de Association of Community Organizations for Reform Now (ACORN). Cette organisation est devenue la plus grande organisation de familles à faible revenu et de travailleurs aux États-Unis, avec près de 500000 familles cotisantes réparties dans une centaine de branches dans les villes américaines. L'Institut pour la justice sociale a été développé pour servir d'institut de formation pour ACORN.

### Départ d'ACORN USA en 2008
Le New York Times a révélé le 9 juillet 2008 que Dale Rathke, le frère de Wade Rathke, avait détourné 948 607,50 $ des organisations liées à ACORN en 1999 et 2000. Il a été prouvé que Wade était au courant des malversation de son frère après avoir été alerté par un comptable au début des années 2000. "C'était une situation difficile et humiliante pour ma famille et moi, et je me suis trouvé en situation de conflit d'intérêts", a déclaré Wade, "les vraies décisions sur la façon de gérer cela devaient donc être prises par d'autres."  Les membres du bureau d'ACORN se sont alors réunis et ont décidé de le traiter en interne, sans en informer tous les membres du conseil d'administration, ni le personnel et ni les autorités publiques. Ils ont signé un accord de restitution avec la famille Rathke pour rembourser l'intégralité des fonds détournés. Après que la famille Rathke eut remboursé 210 000 $, un ami de Wade Rathke, Drummond Pike remboursa la dette restante de Dale Rathke,. Selon le Times, Wade Rathke "a déclaré que la décision de garder l'affaire secrète n'avait pas été prise pour protéger son frère, mais parce que la nouvelle du détournement de fonds aurait mis une "arme" entre les mains des ennemis d'ACORN. L'organisation était en effet la cible fréquente des conservateurs qui s'opposaient aux revendications sociales des familles et des travailleurs à revenu faible et moyen. " Après que la nouvelle du détournement ait été rendue publique, Dale Rathke a été démis de ses fonctions  le 2 juin 2008, et Wade a démissionné le même jour en tant qu'organisateur en chef d'ACORN. Il a cependant gardé ses responsabilités comme organisateur en chef pour ACORN International.

## Activités internationales

### Chief organizer d'ACORN International
Après 2009, à la suite de la dissolution d'ACORN USA, la principale organisation du mouvement ACORN est ACORN Canada, fondée en 2004 et qui revendique 130 000 membres en 2020. En 2014, Wade Rathke encourage des militants britanniques à lancer ACORN UK à Bristol. L'association a connu une croissance rapide, elle comptait 3 branches et 15 000 membres et supporters en 2017 avant de compter onze branches en décembre 2019. Wade Rathke s'est également rendu en France en octobre 2014, à l'invitation d'Adrien Roux initiateur de l'Alliance Citoyenne. Il a formé les organisateurs de cette association qui s'est affiliée à ACORN International en 2015 et compte aujourd'hui des syndicats de citoyens dans les régions grenobloises, lyonnaises et parisiennes.
Il est invité à plusieurs reprises entre 2017 et 2019 par le parti socialiste des Pays Bas pour construire un programme d'organisation des citoyens pour le parti. Il se rend également à Bruxelles à l'invitation de la Confédération des syndicats chrétiens et y encourage la création de syndicats de citoyens de type ACORN. Wade Rathke se rend régulièrement en Inde, au Kenya ou en Amérique latine pour appuyer le développement des affiliés d'ACORN International dans ces pays.

### Organizers Forum
En 2000, Wade Rathke a créé le Organizers' Forum, qui rassemble des organisateurs syndicaux dans des séminaires organisés dans différents pays du monde (Brésil, Inde, Egypte...). Le séminaire traite des défis auxquels sont confrontées les organisations populaires, comme l'utilisation de la technologie, les nouvelles tactiques d'organisation face aux défis de la mondialisation. Les Organizers' Forums ont impliqué plus de 300 organisateurs au cours des 10 dernières années. Les dernières éditions ont eu lieu à Douala au Cameroun (2016), au Maroc (2017), au Paraguay (2018) et en Tunisie (2019). Ces rencontres ont créé un réseau mondial d'organisateurs syndicaux.

## Documentaire The Organizer
Un film réalisé par Nick Taylor et produit par Joey Carey intitulé The Organizer est sorti dans les festivals en 2017 avec une première mondiale au Festival du film de la Nouvelle-Orléans et d'autres projections de festivals à Woodstock, New York ; Cedar City, Utah ; Santa Fe, Nouveau-Mexique ; Oxford, Mississippi ; Lafayette, Louisiane et ailleurs. The Organizer est un film sur Rathke et le travail d'ACORN depuis sa fondation en 1970 jusqu'à son travail international actuel.

## Publications
- Citizen Wealth: Winning the Campaign to Save Working Families (2009) [11]
- Nuts and Bolts: The ACORN Fundamentals of Organizing (2018)